# Andrew DePaola
(en) Statistiques sur pro-football-reference
Andrew DePaola, né le 28 juillet 1987 à Parkton au Maryland, est un joueur professionnel américain de football américain.
Il joue au poste de long snapper dans la National Football League (NFL) depuis 2012 et pour la franchise des Vikings du Minnesota depuis 2020.

## Biographie

### Carrière universitaire
DePaola joue au niveau universitaire avec les Scarlet Knights de Rutgers en 2006 en tant que quarterback mais il ne fait que s'entraîner lors de sa première saison (redshirt). Il est considéré 3e dans la hiérarchie des quarterbacks en 2007. Il est utilisé en tant qu'holder sur les field goals la troisième saison. Il inscrit, à la suite d'une feinte lors d'une tentative de field goal, un touchdown à la passe de 15 yards  lors du match contre les Bulls de South Florida. Pour sa quatrième saison, il est déplacé au poste de wide receiver mais, à la suite d'une blessure du titulaire, est replacé pour les quatre derniers matchs de la saison au poste de long snapper. Il conserve cette position lors de sa cinquième et dernière saison d'éligibilité,.

### Carrière professionnelle
DePaola n'est pas sélectionné lors de la draft 2010 de la NFL et il doit patienter jusqu'en 2012 pour que Greg Schiano (en), son entraineur à Rutgers, ne l'invite au camp d'été des Buccaneers de Tampa Bay mais n'est pas retenu dans l'effectif final. Le 3 janvier 2013, il signe de nouveau avec les Buccaneers un contrat de futur contract mais il ne parvient toujours pas à être sélectionné dans l'équipe finale, le long snapper Andrew Economos (en) lui étant préféré. Il signe ensuite un nouveau contrat avec Tampa Bay pour une durée de deux ans le 14 mai 2014. Il fait ses débuts professionnels en NFL contre les Panthers de la Caroline le 7 septembre 2014 participant aux deux field goals réussis et réussissant un plaquage. Il devient ainsi le titulaire à son poste pour les Buccaneers lors des saisons 2014 à 2016 avant d'être libéré le 1er septembre 2017,.
Il est repris pour une saison par les Bears de Chicago le 3 septembre 2017.
Il signe ensuite un contrat de quatre ans avec les Raiders d'Oakland le 16 mars 2018, mais lors du premier match de championnat, se déchire un ligament croisé antérieur ce qui met un terme à sa saison. Les Raiders le libèrent le 25 août 2019.
Après des tentatives infructueuses avec les Panthers de la Caroline en 2019 et les Texans de Houston en 2020, il rejoint l'équipe d'entraînement des Vikings du Minnesota le 21 novembre 2020. Il dispute de suite les matchs des 11e et 12e semaines formant des tandems avec le kicker Greg Joseph (en) et le punter Ryan Wright,. Il intègre l'effectif final le 2 décembre 2020 et devient un capitaine des unités spéciales où il prend le surnom de « Sir Po ».
Fin de saison 2022, il est sélectionné pour son premier Pro Bowl et dans la première équipe All-Pro,.